# Frontière entre l'Angola et la république démocratique du Congo
Ne doit pas être confondu avec Frontière entre l'Angola et la république du Congo.
La frontière entre l'Angola et la république démocratique du Congo est une frontière terrestre internationale discontinue longue de 2 511 kilomètres qui distingue le territoire de l'Angola et celui de la république démocratique du Congo en Afrique centrale. 

## Tracé
La frontière entre les deux pays est constituée de deux segments distincts :
1. Le segment principal se trouve au sud-ouest de la république démocratique du Congo. Il débute à l'est au niveau du tripoint qu'elle forme avec les frontières Angola/Zambie et Zambie/République démocratique du Congo. Elle suit ensuite un parcours irrégulier marqué par plusieurs angles droits avant d'atteindre le port congolais de Matadi situé le fleuve Congo, qu'elle va longer jusqu'à son embouchure dans l'océan Atlantique au nord-ouest ;
2. La plus petite partie de la frontière qui sépare l'exclave angolaise de Cabinda de la république démocratique du Congo n'est pas loin : elle se trouve à environ 20 km au nord de l'embouchure du Congo, et s'étire jusqu'à un tripoint qu'elle forme avec les frontières qui délimite les deux Congo, ainsi que celle entre l'Angola et le Congo-Brazzaville.

## Frontière maritime
L'accès à la mer de la république démocratique du Congo est très restreint et la délimitation des frontières maritimes ne peut se faire qu'avec l'Angola (présence de l'exclave angolaise de Cabinda au Nord, et de l'Angola elle-même au sud). Il se trouve que cette délimitation n'a jamais eu lieu. En mars 2009, le ministre des hydrocarbures congolais a annoncé la volonté de déterminer les frontières maritimes du pays. Depuis lors, les relations entre les deux voisins se sont envenimées. L'enjeu principal sont des zones pétrolifères exploitées par l'Angola. 